# Plestiodon lagunensis
Espèce
Synonymes
- Eumeces lagunensis Van Denburgh, 1895
- Eumeces skiltonianus lagunensis Van Denburgh, 1895

Statut de conservation UICN

 LC  : Préoccupation mineure
Plestiodon lagunensis est une espèce de sauriens de la famille des Scincidae.

## Répartition

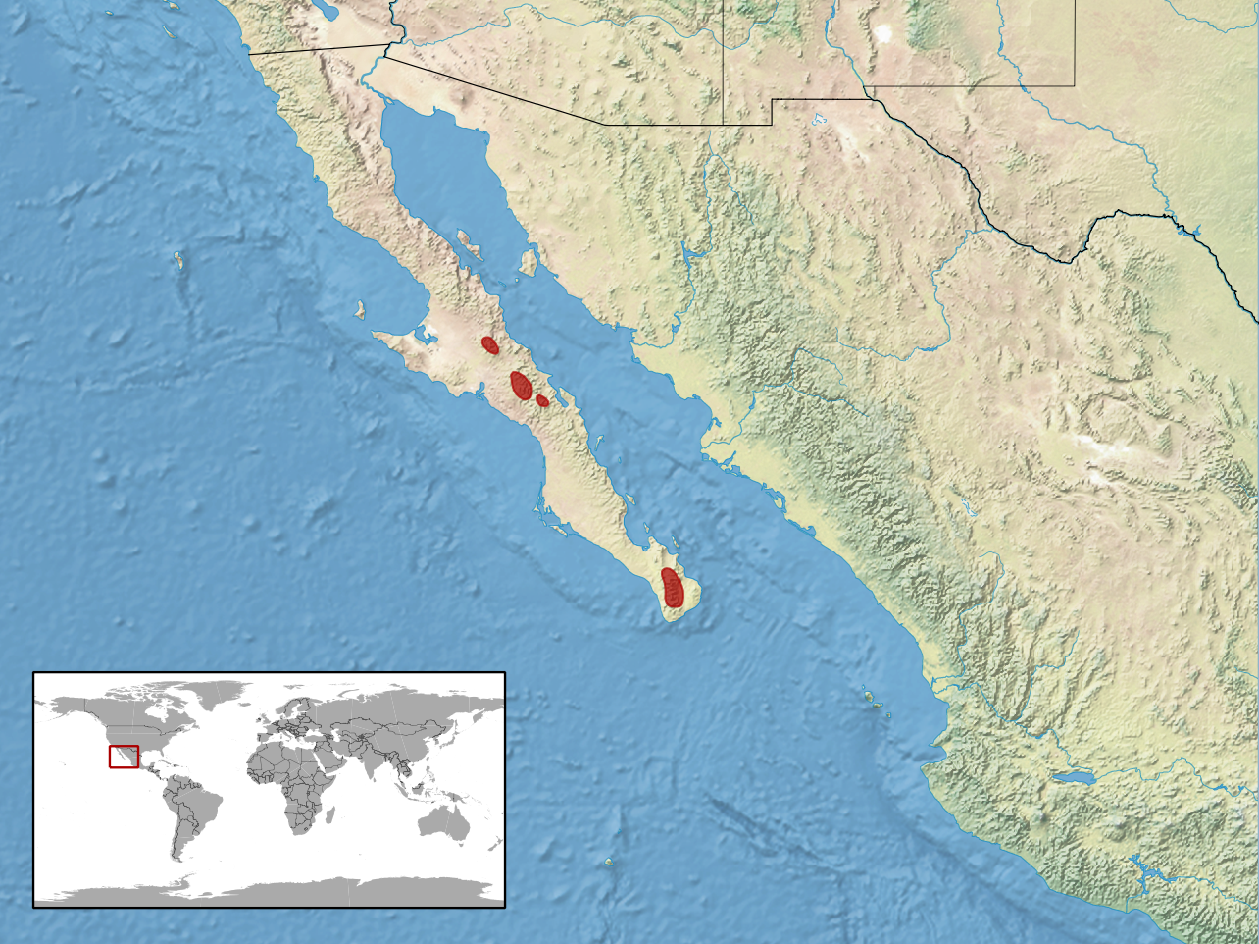
Répartition de l'espèce.

Cette espèce est endémique de Basse-Californie du Sud au Mexique.

## Étymologie
Son nom d'espèce, composé de lagun et du suffixe latin -ensis, « qui vit dans, qui habite », lui a été donné en référence au lieu de sa découverte, la Sierra de la Laguna.

## Publication originale
- Van Denburgh, 1895 : A review of the herpetology of Lower California. Part I - Reptiles. Proceedings of the California Academy of Science, sér. 2, vol. 5, p. 77-162 (texte intégral).